# Twisted Chords
Twisted Chords war ein deutsches Independent-Label aus Karlsruhe, auf dem Tonträger aus den Bereichen Punk, Hardcore Punk, Deutschpunk, Screamo, Crust Punk, Hip-Hop und Ska erschienen sind. Twisted Chords begann 1996 als Kassettenlabel und veröffentlichte im Mai 1996 zum ersten Mal eine Compact Disc.

## Konzept
Prägend für Twisted Chords war neben der stilistischen Breite der Anspruch, vor allem politischen Künstlerinnen und Künstlern ein Forum zu bieten. So erschienen in den vergangenen Jahren unter anderem Tonträger von Amen 81, Chaoze One, Das Flug, duesenjaeger, Guérilla, MDC, Rifu, Rogue Steady Orchestra, Sin Dios, Ya Basta! und zahlreichen weiteren politisch engagierten Musikern. Zwar musste nicht jede Band politisch sein, doch waren der Geschäftsführung die „politisch-gesellschaftliche Grundhaltung, die Musik und die Texte und die Leute“ wichtig. In diesem Sinne verstand sich auch der Werbeslogan „More than Music“.

## Geschichte
Nach der Veröffentlichung einiger Kassettensampler in Kleinstauflage publizierte Twisted Chords im Mai 1996 zum ersten Mal eine CD der Karlsruher Lokalband Simuinasiwo. Es folgten weitere Tonträger vor allem lokaler Bands und einige Sampler, ehe das Label begann, sich auch internationaler Bands anzunehmen. Über die Herkunft des Namens „Twisted Chords“ gibt es verschiedene Angaben, unter anderem existiert eine Schallplatte der Hamburger Gruppe Rubbermaids mit demselben Titel. Im Interview mit dem Plastic-Bomb-Fanzine beteuern die Betreiber jedoch, auf die Rubbermaids-Platte erst nach der Gründung des Labels aufmerksam geworden zu sein.
In den Anfangsjahren arbeitete das Label ausschließlich im Eigenvertrieb, bis schließlich in den Jahren 2003–2005 Vertriebsverträge mit Broken Silence Distribution (D/A/CH), Sonic Rendezvous (Benelux) und Cargo Music (USA) abgeschlossen wurden. Twisted Chords legte größten Wert darauf, musikalisch offen zu sein und sich nicht auf ein (Sub)-Genre festzulegen. Der größte Teil der Labelveröffentlichungen kam aus den Bereichen Punk und Hardcore, andere Veröffentlichungen stammten aus den Genres Ska und Hip-Hop, so zum Beispiel Veröffentlichungen des Mannheimer Rappers Chaoze One oder der französischen Ska-Band Ya Basta!. Mit der spanischen Hardcore-Punk-Band Sin Dios veröffentlichte Twisted Chords zwei Alben. Die Geschäftsbeziehung scheiterte an einem unreflektierten Text über den Nahostkonflikt, in dem Juden als Kindermörder bezeichnet wurden.
Ende der 1990er kam ein Mailorder hinzu, über den neben den Veröffentlichungen des Labels auch andere Tonträger sowie T-Shirts, Buttons, Aufnäher und Bücher erworben werden können. Die anfänglich in Papierform erschienene Mailorderliste wurde 2002 durch einen Webshop abgelöst.
Daneben initiierte Twisted Chords Konzerte, Tourneen und sogenannte Labelpartys. Die ersten Labelpartys fanden ab 1997 in der Karlsruher Ex-Steffi statt und wurden in unregelmäßigen Abständen und an wechselnden Veranstaltungsorten wiederholt. Darüber hinaus wurde im Jahr 2006 zum 10-jährigen Jubiläum ein CD-Sampler mit Rückblick auf die Anfänge des Labels veröffentlicht und zu diesem Anlass eine Tour mit den Bands Guérilla, Chaoze One und Lütten organisiert. Im Herbst und Winter 2008 wurde die Idee der Labeltour erneut aufgegriffen, als mehrere Bands für insgesamt sieben Termine in Hamburg, Berlin, Schwäbisch Gmünd, Ludwigsburg, Höhr-Grenzhausen, Leverkusen und Frankfurt auftraten. Eine Fortsetzung fand von September bis Dezember 2009 statt. Ein zweitägiges Abschlussfestival folgte in Rastatt (Baden-Württemberg).
Ende 2021 kündigte das Label an, im Jahr 2022 aus wirtschaftlichen, organisatorischen und persönlichen Gründen den Betrieb einzustellen.

## Künstler (Auszug)
Auf Twisted Chords veröffentlichten unter anderem folgende Bands Tonträger:
- Abfukk
- Across the Border
- Amen 81
- Ausbruch
- Bambix
- Chaoze One
- Das Flug
- Doom
- duesenjaeger
- Fliehende Stürme
- Hass
- Kobito
- MDC
- Mülheim Asozial
- Pyro One
- Rejected Youth
- Rogue Steady Orchestra
- Schlagzeiln
- Sin Dios
- Tackleberry
- Terrorfett
- Toxoplasma
- Ya Basta!